# Vicepresident van Gambia
De functie van vicepresident van Gambia is de op een na hoogste politieke positie in Gambia. De vicepresident wordt benoemd door de president en treedt op als constitutionele opvolger van de president in het geval van afwezigheid. De functie bestaat sinds 1970.
De geschiedenis van de ambtsdragers is als volgt: 
| Naam                      | Ingehuldigd      | Vertrek         | Opmerking                                                            |
| ------------------------- | ---------------- | --------------- | -------------------------------------------------------------------- |
| Sheriff Mustapha Dibba    | april 1970       | 1972            |                                                                      |
| Assan Musa Camara         | 1972             | 1977            |                                                                      |
| Alhadji Alieu Badara Njie | 1977             | 1981            |                                                                      |
| Assan Musa Camara         | 1981             | mei 1982        |                                                                      |
| Bakary Bunja Darbo        | mei 1982         | 1992            |                                                                      |
| Saihou Sabally            | 1992             | juli 1994       | afgezet                                                              |
| Voorlopige Regerende Raad | juli 1994        | oktober 1996    | Vicevoorzitters van de raad waren Sanna Sabally en Edward Singhateh. |
| Vacant                    | oktober 1996     | maart 1997      |                                                                      |
| Isatou Njie-Saidy         | 20 maart 1997    | 18 januari 2017 |                                                                      |
| Fatoumata Tambajang       | 23 januari 2017  | 29 juni 2018    |                                                                      |
| Ousainou Darboe           | 29 juni 2018     | 15 maart 2019   |                                                                      |
| Isatou Touray             | 15 maart 2019    | 4 mei 2022      |                                                                      |
| Badara Joof               | 4 mei 2022       | 17 januari 2023 | in het ambt gestorven                                                |
| Muhammad B.S. Jallow      | 24 februari 2023 |                 |                                                                      |